# Diocèse de Pavie
La diocèse de Pavie (en latin : dioecesis Papiensis ; en italien : diocesi di Pavia ; en lombard : diocesi di Pavia) est une église particulière de l'Église catholique en Italie. Érigé au IIIe siècle, il est diocèse historique de Lombardie. Suffragant de l'archidiocèse métropolitain de Milan, il relève de la région ecclésiastique de Lombardie. Depuis 2003, l'évêque diocésain de Pavie est Corrado Sanguineti, depuis 16 novembre 2015.